# Una mujer marcada
Una mujer marcada é uma telenovela mexicana, produzida pela Televisa e exibida em 1979 pelo El Canal de las Estrellas.

## Elenco
- Sasha Montenegro - Lorena
- Martín Cortés  - Gino Valenti
- Isabela Corona - Sofía
- María Eugenia Ríos - Gloria
- Mónica Sánchez Navarro - Lucero
- Jorge Mondragón - Don Ramón
- Miguel Palmer - Aldo
- Alfonso Meza - Fernando
- Agustín Sauret - Joe
- Lucha Altamirano - Balbina
- Eduardo Alcaraz - Franco
- Eugenia Avendaño - Alejandra
- Isaura Espinoza
- Sonia Esquivel
- Zully Keith
- Maristel Molina
- Rodolfo Gómez Lora
- Jorge Vargas
- Alfonso Kaffitti
- Haydée López-Negrete
- Toni Villarreal
- Carlos Villarreal
- Merle Uribe
- Adalberto Parra